# День Аляски
День Аляски (англ. Alaska Day) — офіційне свято в США, яке відзначають жителі штату Аляска щорічно 18 жовтня. Ця дата є річницею остаточної передачі території Аляски від Російської імперії до США .
30 березня 1867 була здійснена операція між Російською імперією і США: останні придбали  Аляску за 7200000 доларів. Для остаточного завершення угоди до Новоархангельська (нині - Ситка) мали прибути російські комісіонери. Вони, на чолі з капітаном (в майбутньому - адмірал) Олексієм Пещуровим, змогли дістатися туди лише до жовтня того ж року, і 18 жовтня 1867 над фортом Ситка був спущений російський прапор і піднятий американський. З боку американців у цій церемонії брали участь 250 солдатів в парадній формі під командуванням генерала Ловелля Руссо, який надав державному секретарю Вільяму Сьюарду докладний рапорт про цю подію.
У зв'язку з тим, що тимчасова різниця між Ситкою (столиця Аляски в 1867 році) і Санкт-Петербургом (столиця Російської імперії в той же час) становила 11:00, а також у зв'язку з тим, що тоді Росія ще жила за юліанським календарем, деякі джерела відносять цю подію до 7 Жовтня 1867.
Офіційного статуту це свято набуло 1917 року . 18 жовтня в Ситці проводиться святковий парад, інсценується перше урочисте підняття американського прапора , проводяться костюмований бал, танці, концерт, показні вчення берегової охорони, чаювання в Будинку першопрохідників. Жителі Аляски, які працюють, в цей день отримують оплачуваний вихідний, школярі та студенти не вчаться; якщо цей день припадає на суботу або неділю, вводиться додатковий вихідний в найближчий робочий день  .